# Sacco fecale

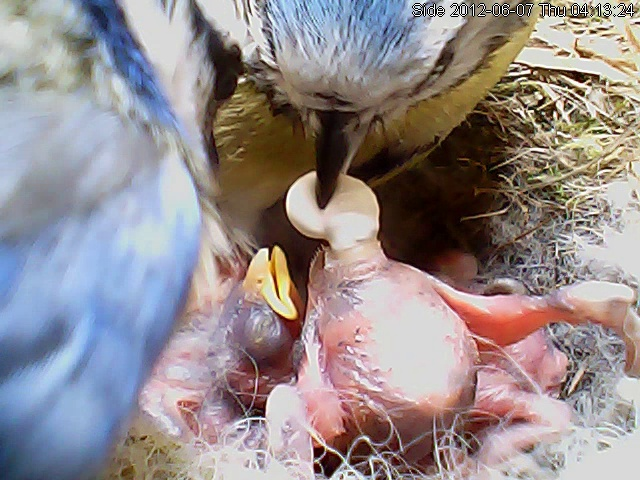
Adulto di cinciarella che raccoglie il sacco fecale di un pullo per garantire la pulizia del loro nido.

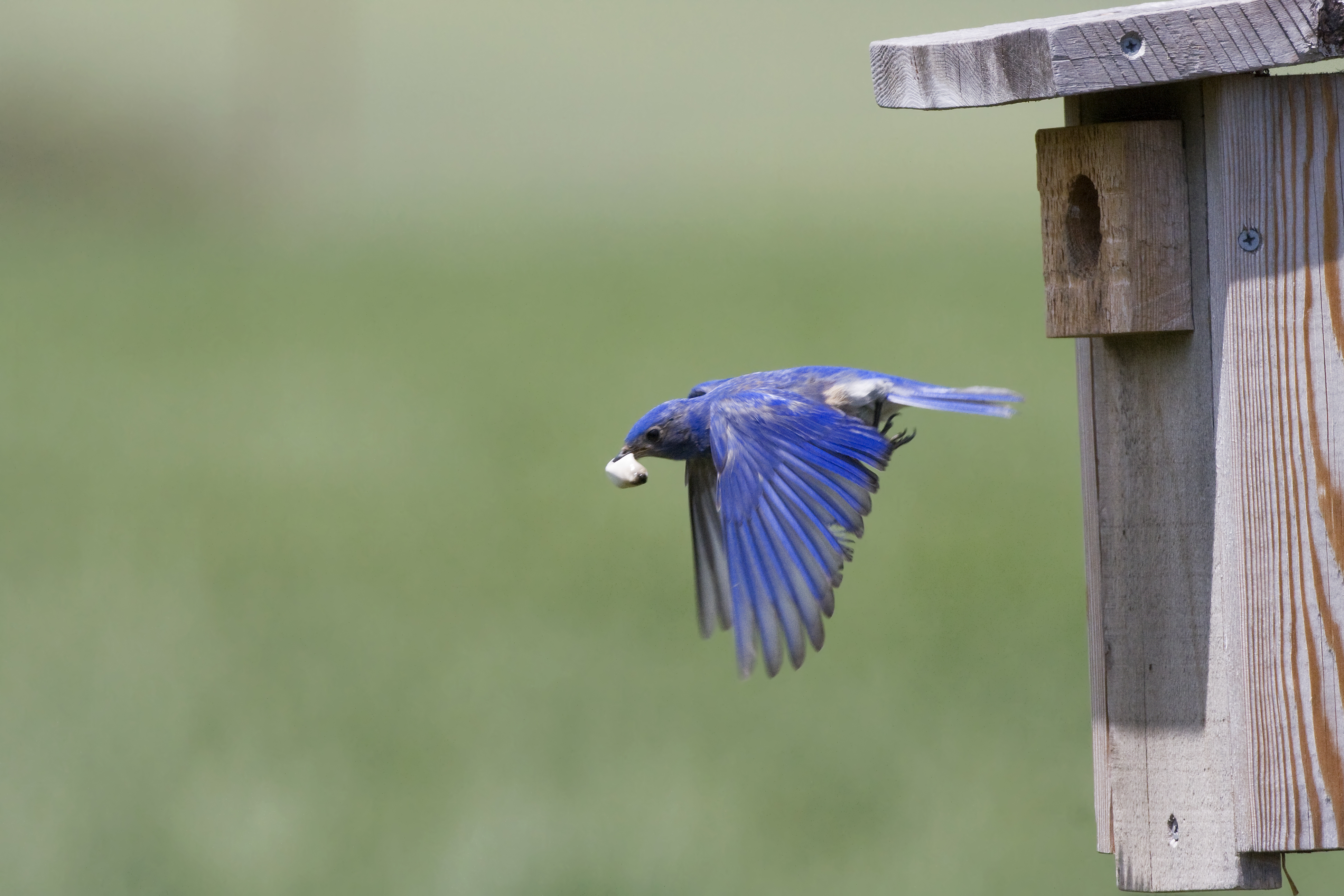
Molte specie, come la Sialia mexicana, portano i sacchi fecali lontano dal nido.

Un sacco fecale è una membrana mucosa, generalmente bianca o chiara con un'estremità scura, che contiene le feci di alcune specie di uccelli. Consente agli uccelli adulti di rimuovere più facilmente materiale fecale dal nido. I pulli di solito producono un sacco fecale pochi secondi dopo essere stati nutriti; in caso contrario, l'adulto può pungolare intorno alla cloaca del piccolo per stimolare l'escrezione. I giovani uccelli di alcune specie adottano particolari posture o comportamenti specifici per segnalare che stanno producendo sacchi fecali.
Non tutte le specie generano sacchi fecali. Sono più diffusi nei passeriformi e i loro parenti vicini, i cui piccoli restano nel nido per periodi più lunghi. In alcune specie, i sacchi fecali dei piccoli nidiacei vengono mangiati dai loro genitori, in altre specie, e quando i nidiacei sono più vecchi, i sacchi vengono trasportati a una certa distanza dal nido e, successivamente, dispersi. I giovani uccelli, generalmente, smettono di produrre sacchi fecali poco prima di spiccare il volo.
La rimozione degli escrementi mantiene il nido pulito, aumentando, di conseguenza, la probabilità che i nidiacei rimangano sani. Aiuta anche a ridurre la possibilità che i predatori individuino o odorino gli escrementi e quindi trovino il nido. Gli esperimenti sui nidi di storno suggeriscono che i batteri nelle feci producono sostanze chimiche volatili che possono attrarre i predatori e gli ectoparassiti come le mosche del genere Carnus.
Analizzando il contenuto del sacco è possibile ottenere dettagli sulla dieta dei nidiacei, e a quali inquinanti il giovane uccello è stato esposto. La presenza di un uccello adulto che trasporta un sacco fecale viene utilizzata nei censimenti degli uccelli come indicatore di presenza di nidiacei.